# 星野直樹
星野 直樹（ほしの なおき、1892年（明治25年）4月10日 - 1978年（昭和53年）5月29日）は、日本の大蔵官僚、政治家、実業家。
満洲国では国務院総務長官として腕を振るい、満洲国の実力者「弐キ参スケ」の一角を占める。第2次近衛内閣の企画院総裁、東条内閣では内閣書記官長を務め、終戦後にA級戦犯として起訴された。終身禁固刑を受けるも釈放され、その後は旭海運社長、ダイヤモンド社会長などを歴任した。

## 生涯
1892年4月10日に横浜市で生まれた。当時の高等科二年時（現在の小学校6年）、府立一中（現在の日比谷高校）へ願書を持って行ったところ、その年、中学校に入れるのは1892年（明治25年）4月2日以前の生まれの者に限られるとして、断られた。そこで、知人の子が通っているという事と、少しぐらいの日にちの違い等で文句は言わないだろうという事で京華中学に行き、願書を受領、即座に入学許可された。その後、1910年（明治43年）9月、一高に入学した。

### 大蔵官僚時代
1916年に高等文官試験に及第し、1917年に東京帝国大学法学部政治学科を卒業、大蔵省に入省した。
入省時銀行局属官、北税務署副司税官、1919年には大阪北税務署長、熊本監督局経理部長、大阪監督局部長。1926年に大蔵事務官に昇進した。1932年から営繕管財局国有財産課長と昇進を重ねた。

### 満洲国時代

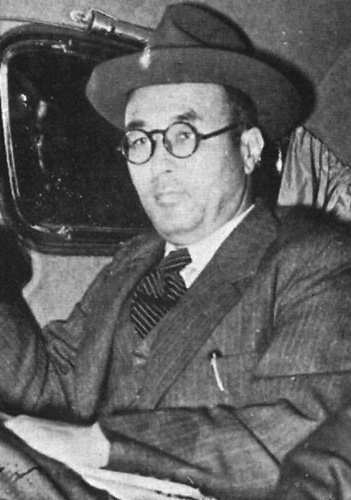
組閣大命が東條英機に降下した事をうけて、組閣本部入りする星野（昭和16年10月18日）

1932年3月1日の満洲国建国に伴い、関東軍から総務庁次長阪谷希一の仲介で大蔵省に人材派遣要請があった際、石渡荘太郎国税課長・賀屋興宣予算課長などに対し星野は大蔵省で「第一の人物」を送る必要があると主張したが、その「第一の人物」として星野自らが満洲国に赴くことになった。星野を団長に、古海忠之、松田令輔などが大蔵省満洲国派遣団の一員だった。
1932年に満洲国へ転身した後は、満洲国財政部理事官、財政部総務司長、財政部次長、国務院総務庁長を経て、1937年国務院総務長官に就任。満洲国において、実質上の行政トップの地位に就いた。在任中は、満洲国を動かす弐キ参スケの一人として、同国の財政経済を統轄した。満洲国において計画経済の「実験」を成功させた星野は、1940年1月の大阪毎日新聞に掲載された寄稿文の中で「満洲の面積は独・仏・伊の三国を併せたものに匹敵し、これに支那を加えることで日本の資源・食糧面でのアウタルキー（自給自足圏）は完成する」と記し、国民から賞賛を浴びる事となる。
帰国後は、第2次近衛内閣の元で企画院総裁に就任し、資本と経営の分離など社会主義的な経済新体制要綱原案を作成するも、自主統制を主張する財界との間に激しい摩擦を生じ、1941年に辞職。同年4月4日、貴族院議員に勅選されたが、同年東條内閣の成立とともに内閣書記官長に起用され、以後東條英機の退陣まで側近として大きな発言力を保持した。その間、総力戦研究所長事務取扱、同参与、国家総動員審議会委員、企画院参与等も務めた。辞任後は大蔵省顧問。

### 第二次大戦後
第二次世界大戦が終結すると、A級戦犯として極東国際軍事裁判で終身刑を宣告されたが、1958年に釈放され、後に東京ヒルトンホテル副社長、東京急行電鉄取締役、旭海運社長、ダイヤモンド社会長などを歴任した。著書に「見果てぬ夢―満州国外史」（ダイヤモンド社刊）等がある。新宿区中落合に邸宅があった。墓所は多磨霊園。

## 栄典
位階
- 1918年（大正7年）7月31日 - 従七位[5]
- 1920年（大正9年）7月20日 - 正七位[5]
- 1922年（大正11年）8月10日 - 従六位[5]
- 1924年（大正13年）9月15日 - 正六位[5]
- 1927年（昭和2年）8月1日 - 従五位[5]
- 1932年（昭和7年）
  - 7月8日 - 正五位[5]
  - 8月8日 - 従四位[5]
- 1940年（昭和15年）8月1日 - 従三位[5]

勲章等
- 1929年（昭和4年）12月28日 - 勲六等瑞宝章[5]
- 1932年（昭和7年）8月16日 - 勲五等瑞宝章[5]
- 1937年（昭和12年）2月23日 - 勲三等瑞宝章・昭和六年乃至九年事変従軍記章[5][6]
- 1940年（昭和15年）
  - 4月29日 - 勲二等旭日重光章[5]
  - 12月12日 - 勲二等瑞宝章[5][7]

外国勲章佩用允許
- 1940年（昭和15年）10月13日
  - 満州帝国：勲一位景雲章[5]
  - 満州帝国：勲一位柱国章[5]
- 1942年（昭和17年）12月28日 -  ハンガリー王国功績勲章（英語版）グランドクロス[8]

## 人物評
- 東京裁判当時のマスコミによると、星野の抜群の記憶力は「ノートを持たねば話せぬ」という東條英機にとって、心強い助っ人だったという[2]。
- 星野の肉体は非常に頑健で、重光葵によると、巣鴨プリズンにおいても、佐藤賢了と一緒に上半身裸でいることが多かったという。
- ダイヤモンド社の創業者である石山賢吉は、著書の中で星野の事を「親しく接触して感じ入った事は、少しも私心がないことと、非常な勉強家である。 星野先生の入社を得たことは、我社近年の収穫である」と評している。

## 先祖・親族
- 先祖は群馬県沼田市に代々続く豪農だった。1868年に、祖父の星野宗七が横浜に出て生糸業者を営む「星野屋」を開業。
- 父、星野光多はキリスト教伝道者。次弟の星野茂樹はトンネル技師。三弟の星野芳樹はジャーナリストから戦後参議院議員を一期務めた。
- 叔母の星野あい（光多の妹）は、初代「津田塾大学」学長（「女子英学塾」教頭→「津田塾英学塾」第二代塾長→「津田塾専門学校」→「津田塾大学」初代学長）。現在も津田塾には、「星野あい賞」が存在する。
- 医学者の星野鉄男は従兄弟（光多の兄である銀治の子）。
- 作家の生方敏郎は父の従兄弟（敏郎の母が宗七の妹）。
- 飯村豊は孫。

## 著作

### 著書
- 『見果てぬ夢－満州国外史』ダイヤモンド社、1963年。
  - 山室信一校訂・解説、中公文庫、2025年7月。ISBN 978-4122076839

### 解説
- 「憲兵司令官東条英機」『文藝春秋』第33巻第12号、1955年6月、142-148頁。
- 「太平洋戦争開戦す」『文藝春秋』第33巻16臨時増刊、1955年8月、198-203頁。
- 「通商拡大の鍵」『経済時代』第21巻第5号、1956年5月、69-71頁。
- 「スエズ運河をめぐる中東の動き」『経済時代』第21巻第9号、1956年9月、78-79頁。
- 「回想の東条内閣－組閣から日米開戦まで」『中央公論』第76巻第9号、1961年9月。
- 「鮎川義介－満州に賭けた新興コンツェルンの総帥」『自由』第9巻第12号、1967年12月、90-97頁。
- 「昭和財政史史談会記録6－旧満州国の財政」『ファイナンス』第14巻第5号、1978年8月、63-73頁。
- 「昭和財政史史談会記録7－旧満州国の財政」『ファイナンス』第14巻第7号、1978年10月、62-72頁。